# EBU Circuit 1988/89
Der EBU Circuit 1988/1989 war die zweite Auflage dieser europäischen Turnierserie im Badminton. Die Serie bestand aus zehn Turnieren. 

## Die Wertungsturniere
| Nr. | Turnier                            | Austragungsort |
| --- | ---------------------------------- | -------------- |
| 1   | Czechoslovakian International 1988 | Prag           |
| 2   | Hungarian International 1988       | Budapest       |
| 3   | USSR International 1988            | Moskau         |
| 4   | Norwegian International 1988       |                |
| 5   | Polish International 1988          | Warschau       |
| 6   | Irish Open 1988                    | Dublin         |
| 7   | Lausanne International 1989        | Lausanne       |
| 9   | Austrian International 1989        | Pressbaum      |
| 10  | Malta International 1989           | La Valletta    |